# Everybody Jam!
Everybody Jam! este al doilea album al lui Scatman John. Acesta continuă tematica primului album dar cu sunete mai elaborate, și și-a întărit popularitatea în Japonia, lansând acolo încă cinci melodii ca bonus.
De pe album au fost lansate două discuri single internaționale: Everybody Jam!, dedicat lui Louis Armstrong și
„Let It Go”, care nu au avut prea mare succes. Totuși melodiile bonus lansate în Japonia, Pripri Scat și Su Su Su Super Kirei s-au clasat pe poziții superioare în clasamente. Se poate spune că cel mai popular cântec al albumului este „U-Turn”: o nouă versiune a melodiei „Hey You”.  
Albumul s-a clasat pe locul 45 în Elveția. În Japonia a ajuns pe locul 17 și a rămas în Top 40 pentru 9 săptămâni, fiind vândute numai 100.000 de copii; un succes minor față de Scatman's World, dar încă o realizare pentru un artist străin.

## Melodii
1. „Stop the Rain”  – 4:06
2. „Everybody Jam!”  – 3:31
3. „The Invisible Man”  – 3:26
4. „Let It Go”  – 3:47
5. „Message to You” – 3:36
6. „(I Want To) Be Someone”  – 3:17
7. „Scatmusic”  – 3:57
8. „Shut Your Mouth and Open Your Mind”  – 3:54
9. „(We Got To Learn To) Live Together”  – 3:52
10. „Ballad of Love”  – 3:42
11. „People of the Generation”  – 3:44
12. „Lebanon”  – 3:34
13. „U-Turn”  – 3:47
14. „Everybody Jam!” [Club Jam]  – 5:41
Melodii lansate în Japonia (bonus):
15. „Paa Pee Poo Pae Po”  – 3:50
16. „I'm Free”  – 3:37
17. „Jazzology”  – 3:53
18. „Pripri Scat” [Radio Edit]  – 3:16
19. „Su Su Su Super Ki Re i” [Radio Edit]  – 3:56